# Шохна (приток Ячменки)
Шохна — река в России, протекает в Ивановской и Нижегородской областях. Правый приток Ячменки.

## География
Река Шохна берёт начало в лесах Чкаловского района Нижегородской области. Течёт на север по территории Пучежского района Ивановской области. У деревни Жуковская принимает воды своего правого притока, реки Лукинки (которая иногда рассматривается как основная по отношению к Шохне). Впадает в залив реки Ячменки (Горьковское водохранилище). Устье реки находится в 1 км по правому берегу реки Ячменки. Длина реки составляет 13,9 км.

## Данные водного реестра
По данным государственного водного реестра России относится к Верхневолжскому бассейновому округу, водохозяйственный участок реки — Волга от города Кострома до Горьковского гидроузла (Горьковское водохранилище), без реки Унжа, речной подбассейн реки — Волга ниже Рыбинского водохранилища до впадения Оки. Речной бассейн реки — (Верхняя) Волга до Куйбышевского водохранилища (без бассейна Оки).
Код объекта в государственном водном реестре — 08010300412110000017108.